# Mawangdui

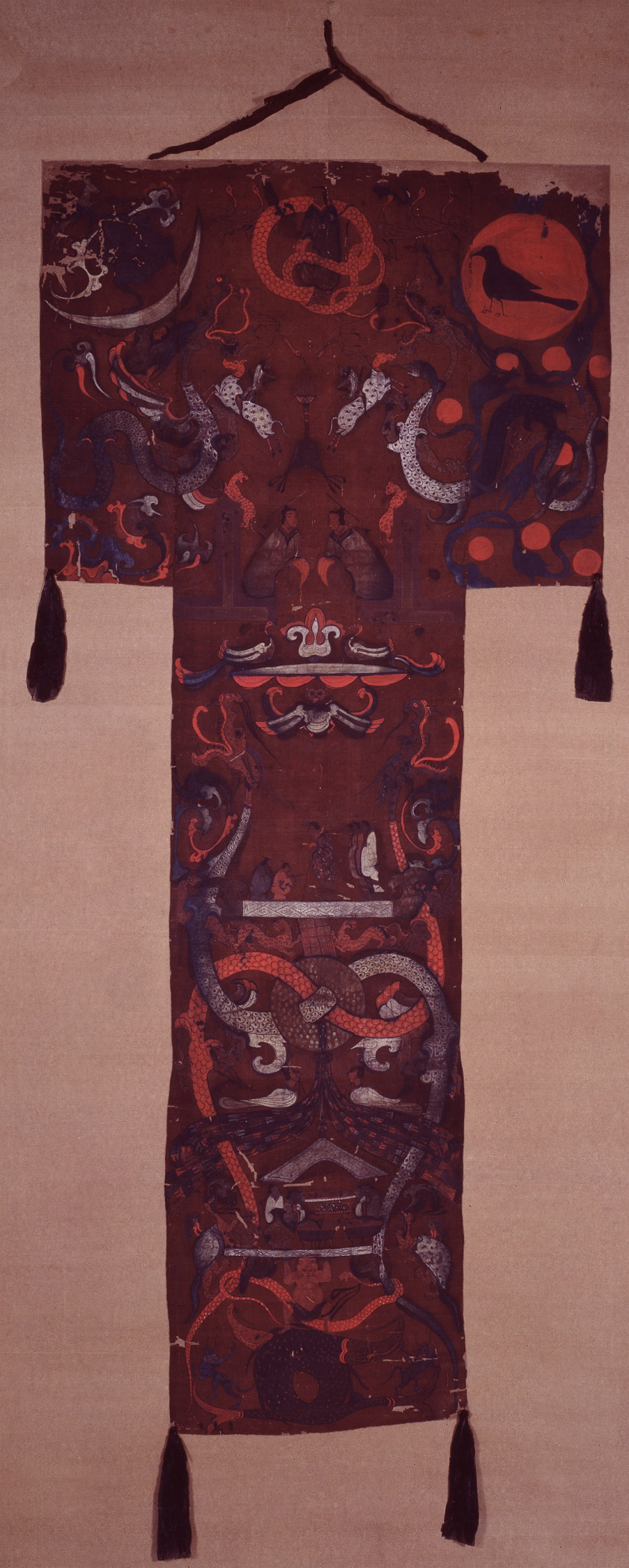
Zijden begrafenisdoek van Xin Zhui uit Mawangdui (ca. 168 v.Chr.)

Mawangdui (vereenvoudigd Chinees: 马王堆; traditioneel Chinees: 馬王堆; pinyin: Mǎwángduī) is een archeologische site in Changsha, China.
De site bestaat uit twee zadelvormige heuvels en bevatte de graftombes van drie personen uit de Westelijke Han-dynastie (206 v.Chr. – 8 n.Chr.): markies Li Cang, zijn vrouw Xin Zhui en een man waarvan wordt aangenomen dat het hun beider zoon is geweest. De site werd opgegraven van 1972 tot 1974. Het merendeel van de artefacten van Mawangdui worden tentoongesteld in het Provinciaal Museum van Hunan. 